# Poludňový grúň
Poludňový grúň (1460 m n. m.) je hora v Malé Fatře na Slovensku. Nachází se v hlavním hřebení kriváňské části pohoří mezi Stohem (1608 m) na východě a severním vrcholem Sten (1535 m) na jihu. Stoh je oddělen hlubokým Stohovým sedlem (1230 m), Steny jsou napojeny stoupajícím hřebenem bez znatelného sedla. Severozápadním směrem vybíhá z Poludňového grúně krátká klesající rozsocha, která se v závěru dělí na dvě větve: západní Rožeň a severní Grúň (989 m). Severní svahy hory spadají do Štefanové doliny, západní do Vrátne doliny a jihovýchodní do Šútovské doliny. Na severozápadních svazích se nachází lyžařské středisko.

## Přístup
- po červené  značce ze Sedla za Hromovým nebo od rozcestí Chrbát Stohu
- po žluté  značce od Chaty na Grúni